# Igreja Ortodoxa Bielorrussa Eslava no Estrangeiro
Igreja Ortodoxa Bielorrussa Eslava ou Metropolia Ortodoxa Bielorrussa Eslava na Diáspora, é uma jurisdição ortodoxa, não canônica, fundada em 1976 (1979) por Vittorio Giovanni Maria Busa, em Palermo, Itália, separando-se da Igreja Católica Ortodoxa Bielorrussa do Patriarcado Mundial da América (American World Patriarchs). O atual Primaz é Jacob I, Arquieparca de São Paulo e Todo o Brasil.

## História
O fundador, Vittorio Giovanni Maria Busa, em 1976 foi nomeado Arcebispo Titular de Bialystok, Coadjutor na Bielorrússia, por Vladislav Ryzhy- Ryzhsky. Esta nomeação foi realizada no âmbito da Igreja Católica Ortodoxa Bielorrussa do Patriarcado Mundial da América (American World Patriarchs). Em 1979, após a morte de Vladislav Ryzhy- Ryzhsky, o Arcebispo Vittorio Giovanni Maria Busa, com um grupo de apoiadores em Palermo, proclamou a Igreja Ortodoxa Bielorrussa Eslava no Estrangeiro (ou exílio), ou Patriarcado Bielorrusso no Exílio, e foi proclamado Patriarca como Viktor Ivan I.
Em 1988, a jurisdição juntou-se o brasileiro Luis Antonio Antonio do Nascimento, a quem o Patriarca Viktor consagrou Bispo e depois Metropolita e o nomeou para a Metrópole brasileira. Em 2004 a Metrópole Latino-americana foi estabelecida.
No culto, a Igreja segue o rito ortodoxo com uma influência bastante significativa da tradição litúrgica latina. A Igreja Ortodoxa Bielorrussa Eslava no Estrangeiro nunca tentou transferir suas atividades religiosas para o território da República da Bielorrússia. Ela vê a América Latina como a principal direção da obra missionária e está ligada à Bielorrússia apenas nominalmente, pelo fato de sua origem e nome.

## Patriarcas
- Viktor Ivan I Busa (Vittorio Giovanni Maria Busa) - (1976 (1979)-2013);[6][7][8]
- Athanasios I Aloysios (Luiz Antonio do Nascimento) - (2013-2018);[6][9][10]
- Jacob I (Jacob Onei Carlos Lopes) - (2018 - Atualmente).[5]